# Hans-Michael Bender
Hans-Michael Bender (* 21. Juni 1943 in Nonnenweier/Lahr; † 17. Mai 2025 in Karlsruhe) war ein deutscher Politiker (CDU).

## Leben und Beruf
Bender wurde als 10. und jüngstes Kind des späteren Landesbischofs Julius Bender geboren. Nach dem Abitur in Karlsruhe studierte Bender Rechts- und Wirtschaftswissenschaften in Freiburg und München und legte 1970 das zweite juristische Staatsexamen ab. Ab 1971 war er bei der IWKA angestellt. 1979 wurde er selbständiger Rechtsanwalt in Karlsruhe. Bender war verheiratet und hat drei Kinder.

## Politik
Bender folgte dem politischen Engagement seines Bruders Traugott Bender und gehörte von 1989 bis 1996 dem Karlsruher Gemeinderat an. 1992 wurde er zum Vorsitzenden des örtlichen CDU-Kreisverbands gewählt. Von 1996 bis 2001 war er Mitglied im Landtag von Baden-Württemberg, wo er den Wahlkreis Karlsruhe II vertrat. 2001 und 2006 wurde er zum Vorsitzenden der G 10-Kommission im Landtag gewählt. Von 2007 bis 2015 war Bender stellvertretender Bundesvorsitzender des Evangelischen Arbeitskreises der CDU/CSU.